# Кубок Швейцарії з футболу 1999—2000
Кубок Швейцарії з футболу 1999–2000 — 75-й розіграш кубкового футбольного турніру у Швейцарії. Титул вшосте здобув Цюрих.

## Календар
| Раунд           | Дата                           | Матчі | Клуби     |
| --------------- | ------------------------------ | ----- | --------- |
| Перший раунд    | 7-8 серпня 1999                | 57    | 192 → 135 |
| Другий раунд    | 20-22 серпня 1999              | 55    | 135 → 80  |
| Третій раунд    | 4-14 вересня 1999              | 28    | 80 → 52   |
| Четвертий раунд | 23 вересня - 14 листопада 1999 | 20    | 52 → 32   |
| 1/16 фіналу     | 13 листопада - 5 грудня 1999   | 16    | 32 → 16   |
| 1/8 фіналу      | 4-5 березня 2000               | 8     | 16 → 8    |
| 1/4 фіналу      | 11-12 квітня 2000              | 4     | 8 → 4     |
| 1/2 фіналу      | 4-11 травня 2000               | 2     | 4 → 2     |
| Фінал           | 28 травня 2000                 | 1     | 2 → 1     |

## 1/16 фіналу
| Команда 1           | Рахунок | Команда 2               |
| ------------------- | ------- | ----------------------- |
| 13 листопада 1999   |         |                         |
| Мендрізіо (3)       | 1:5     | Базель                  |
| Альтштеттен (3)     | 0:2     | Лугано                  |
| Зеррірес (3)        | 1:2     | Тун (2)                 |
| Гренхен (3)         | 0:4     | Лозанна                 |
| Етуаль (Каруж) (2)  | 3:0     | Делемон                 |
| 14 листопада 1999   |         |                         |
| Фрібур (3)          | 2:1     | Янг Бойз (2)            |
| Золотурн (2)        | 2:3     | Ксамакс                 |
| К'яссо (3)          | 1:4     | Санкт-Галлен            |
| Віль (2)            | 1:2     | Цюрих                   |
| Фраєнбах (3)        | 1:2     | Грассгоппер             |
| Баден (2)           | 0:3     | Люцерн                  |
| Малькантоне (3)     | 1:3     | Беллінцона (2)          |
| Вінтертур (2)       | 1:3     | Аарау                   |
| Мартіньї-Спортс (3) | 1:4     | Серветт                 |
| Сьон (2)            | 4:2     | Івердон Спорт           |
| 5 грудня 1999       |         |                         |
| Горген (3)          | 1:0     | Янг Фелловз Ювентус (3) |

## 1/8 фіналу
| Команда 1          | Рахунок      | Команда 2    |
| ------------------ | ------------ | ------------ |
| 4 березня 2000     |              |              |
| Горген (3)         | 1:2          | Люцерн       |
| Етуаль (Каруж) (2) | 0:1          | Цюрих        |
| Беллінцона (2)     | 0:4          | Лозанна      |
| Сьон (2)           | 1:3 дч       | Санкт-Галлен |
| Ксамакс            | 0:4          | Лугано       |
| Базель             | 1:1 пен. 5:4 | Грассгоппер  |
| 5 березня 2000     |              |              |
| Фрібур (3)         | 0:3          | Тун (2)      |
| Аарау              | 1:3          | Серветт      |

## 1/4 фіналу
| Команда 1      | Рахунок | Команда 2    |
| -------------- | ------- | ------------ |
| 11 квітня 2000 |         |              |
| Тун (2)        | 1:2     | Цюрих        |
| Лугано         | 1:0     | Санкт-Галлен |
| 12 квітня 2000 |         |              |
| Люцерн         | 3:2     | Серветт      |
| Лозанна        | 3:2     | Базель       |

## 1/2 фіналу
| Команда 1      | Рахунок | Команда 2 |
| -------------- | ------- | --------- |
| 4 травня 2000  |         |           |
| Цюрих          | 7:2 дч  | Люцерн    |
| 11 травня 2000 |         |           |
| Лозанна        | 3:2     | Лугано    |

## Фінал
| 28 травня 2000 |

| Цюрих                        | 2:2      | Лозанна                     |
| ---------------------------- | -------- | --------------------------- |
| Джамараулі 77' Бартлетт 95'  | Протокол | Данілявічюс 35' Гербер 105' |
|                              | Пенальті |                             |
| Фішер · Дуглас · Кавелашвілі | 3:0      | Орель · Лондоно · Хріст     |

| Ванкдорф, Берн Глядачів: 18 500 Арбітр: Карло Бертоліні |